# Amtsgericht Brilon

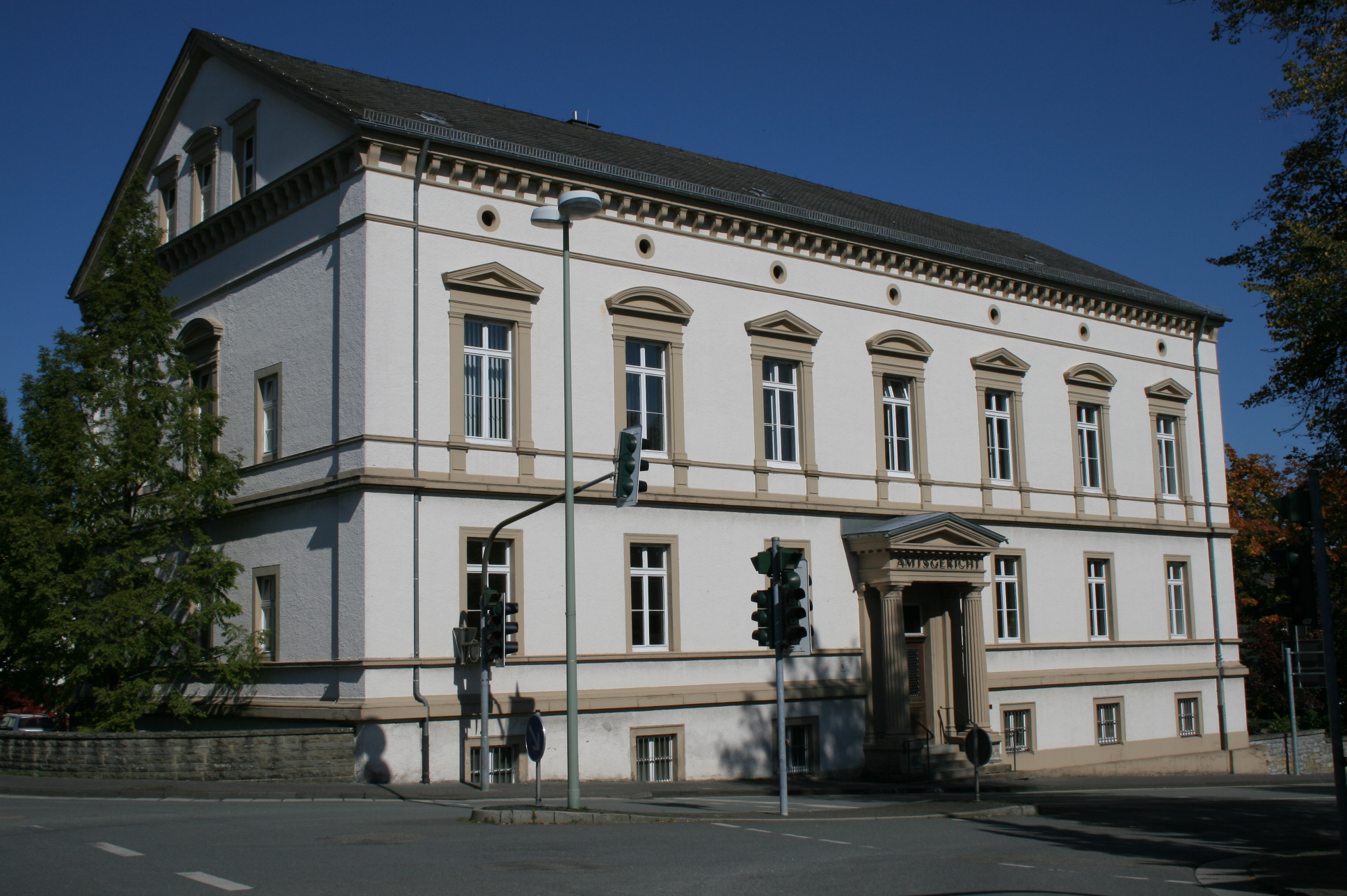
Hauptgebäude, Bahnhofstraße 32 (2007)

Das Amtsgericht Brilon ist ein Gericht der ordentlichen Gerichtsbarkeit und eines von zehn Amtsgerichten (AG) im Bezirk des Landgerichtes Arnsberg.

## Gerichtssitz und -bezirk
Sitz des Gerichts ist Brilon, eine Mittelstadt im Hochsauerlandkreis. Der rund 347 km² große Gerichtsbezirk umfasst das Gebiet der Städte Brilon und Olsberg. In ihm leben ca. 42.700 Menschen. Das AG Brilon ist auch zuständig für die Familiensachen aus dem Bezirk des Amtsgerichts Medebach und die Zwangsversteigerungs- und Zwangsverwaltungssachen aus dem Bezirk des Amtsgerichts Marsberg. Außerdem ist das Amtsgericht Brilon für die Landwirtschafts-
und Schöffensachen der Amtsgerichtsbezirke Brilon, Marsberg und Medebach zuständig. Die Führung des Handels-, Genossenschafts- und Vereinsregisters obliegt dem Amtsgericht Arnsberg, das auch Insolvenzgericht ist.

## Übergeordnete Gerichte
Das dem AG Brilon unmittelbar übergeordnete Landgericht ist das Landgericht Arnsberg. Das diesem übergeordnete Oberlandesgericht ist das Oberlandesgericht Hamm.

## Gebäude

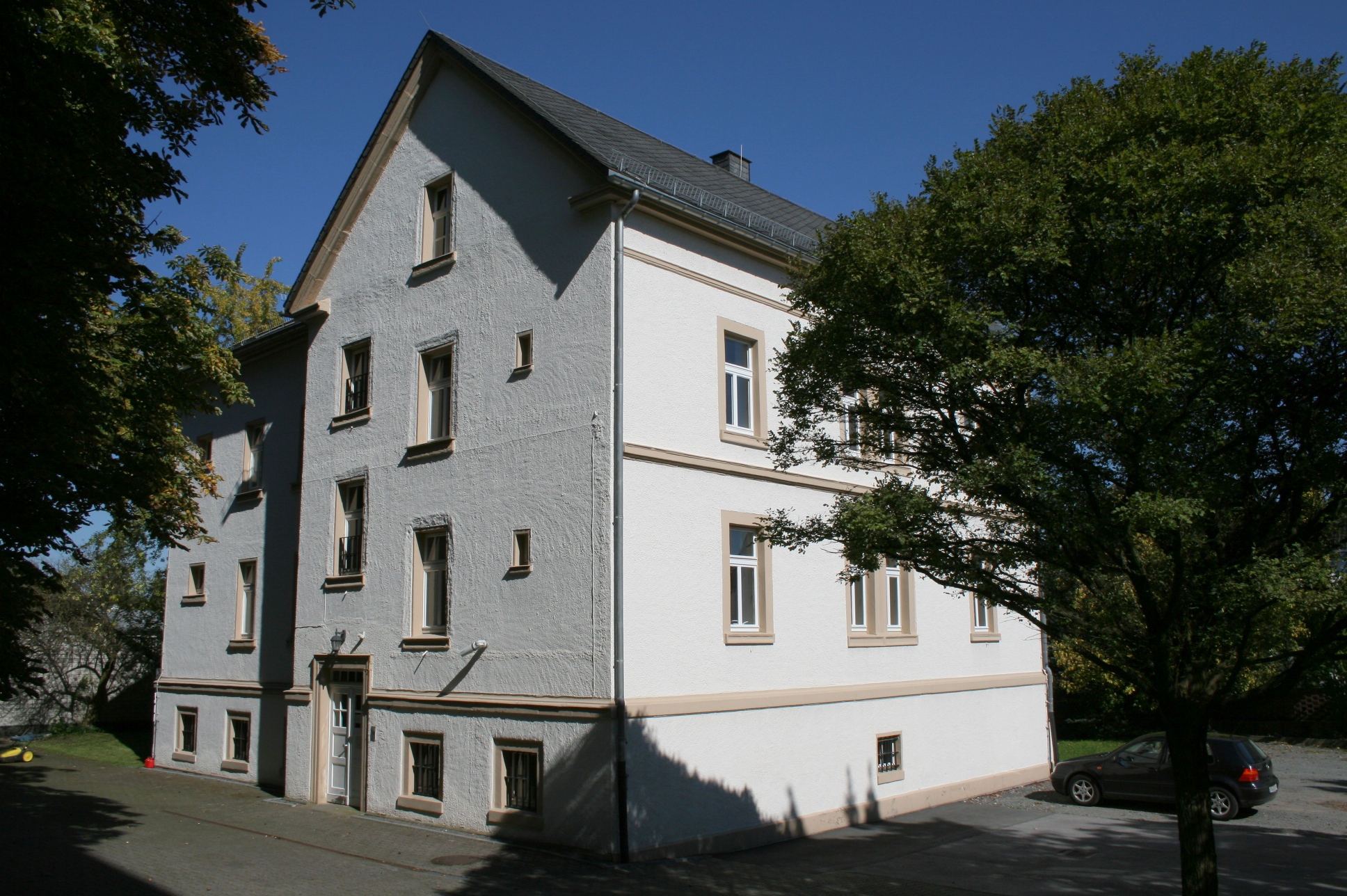
Nebengebäude

Die Briloner Gerichtsbarkeit residierte bis 1877 in dem bereits 1250 erbauten Rathaus Brilon. Seit 1877 ist das Gericht in dem damals am Stadtrand neu gebauten Gerichtsgebäude untergebracht. Dieses steht, wie auch ein früher als Gerichtsgefängnis und Dienstwohnung genutztes Nebengebäude, seit 1985 unter Denkmalschutz. Im Jahre 2009 wurde das Amtsgericht um einen Neubau erweitert.

## Geschichte
Das bereits im 13. Jahrhundert in Brilon gegründete Stadtgericht wurde 1834 aufgehoben und mit den Ämtern Bigge und Thülen zu einem Justizamt vereinigt. Das Justizamt wurde 1839 mit dem Landgericht verbunden. Von 1849 bis 1879 bestand das mit sechs Richtern besetzte Kreisgericht Brilon. Durch die Justizreform des Gerichtsverfassungsgesetzes von 1879 entstand aus dem Kreisgericht das Amtsgericht Brilon mit nur noch zwei Richterstellen, da das Amt Bigge ein eigenes Amtsgericht erhalten hatte. Sein Gerichtsbezirk umfasste den Landkreis Brilon außer den Teilen, die den Amtsgerichten Bigge, Marsberg und Medebach zugeordnet waren. Am Gericht bestanden 1880 zwei Richterstellen. Das Amtsgericht war damit ein mittelgroßes Amtsgericht im Landgerichtsbezirk. Gerichtstage wurden in Beringhausen gehalten.
In Folge der Weltwirtschaftskrise wurden 60 Amtsgerichte auf Grund von Sparverordnungen aufgehoben. Mit der Verordnung über die Aufhebung von Amtsgerichten vom 30. Juli 1932 wurde das Amtsgericht Fürstenberg (Westfalen) zum 30. September 1932 aufgehoben und sein Sprengel aufgeteilt. Die Landgemeinde Bleiwäsche wurde dabei dem Amtsgericht Brilon zugeordnet.
Nach der Auflösung das Amtsgerichts Bigge im Jahr 1969 übernahm das Amtsgericht Brilon auch wieder dessen Bezirk.